# Microsoft Excel
Microsoft Excel (также иногда называется Microsoft Office Excel) — программа для работы с электронными таблицами, созданная корпорацией Microsoft для Microsoft Windows, Windows NT и Mac OS, а также Android, iOS и Windows Phone. Она предоставляет возможности экономико-статистических расчетов, графические инструменты, язык макропрограммирования потоков данных Power Query и, за исключением Excel 2008 под Mac OS X, язык макропрограммирования VBA (Visual Basic for Application). Microsoft Excel входит в состав Microsoft Office.

## История
В 1982 году фирма Microsoft выпустила на рынок свой первый электронный табличный процессор — программу Multiplan. Программа стала популярна на системах с ОС CP/M, но на системах с ОС MS-DOS уступала программе Lotus 1-2-3.
Первая версия Excel предназначалась для систем с ОС Mac и была выпущена в 1985 году, а первая версия для Windows была выпущена в ноябре 1987 года. Фирма Lotus не торопилась выпускать версию программы Lotus 1-2-3 для ОС Windows, и Excel с 1988 года начала обходить по продажам Lotus 1-2-3, что в конечном итоге помогло Microsoft достичь позиций ведущего разработчика ПО. Microsoft, выпуская новую версию примерно каждые два года, укрепляла своё преимущество.
Текущая версия для платформы Windows — Excel 19, также известная как Microsoft Office Excel 2019. Текущая версия для платформы macOS — Microsoft Excel 2019.
В начале своего пути Excel стал причиной иска о товарном знаке от другой компании, уже продававшей пакет программ под названием «Excel». В результате спора Microsoft была обязана использовать название «Microsoft Excel» во всех своих официальных пресс-релизах и юридических документах. Однако со временем эта практика была позабыта, и Microsoft окончательно устранила проблему, приобретя товарный знак другой программы. Microsoft также решила использовать буквы XL как сокращённое название программы: иконка Windows-программы состоит из стилизованного изображения этих двух букв, а расширение файлов по умолчанию в Excel — .xls.
В сравнении с первыми табличными процессорами Excel представляет пользователям множество новых функций пользовательского интерфейса, но суть остаётся прежней: как и в программе-родоначальнике, VisiCalc, организованные в строки и столбцы клетки-ячейки могут содержать данные или формулы с относительными или абсолютными ссылками на другие ячейки.
Excel стал первым табличным процессором, позволившим пользователю менять внешний вид таблицы на экране: шрифты, символы и внешний вид ячеек. Он также первым стал пересчитывать значения ячеек, зависящих от изменённых ячеек: раньше табличные процессоры пересчитывали значения всех ячеек; это делалось либо после каждого изменения таблицы (что долго для больших таблиц), либо по команде пользователя (что могло вводить пользователя в заблуждение не пересчитанными значениями).
Будучи впервые объединёнными в Microsoft Office в 1993 году, Microsoft Word и Microsoft PowerPoint получили новый графический интерфейс для соответствия Excel, главного стимула модернизации ПК в то время.
Начиная с 1993 года, в состав Excel добавили Visual Basic для приложений (VBA) — язык программирования, основанный на Visual Basic, позволяющий автоматизировать работу в Excel. VBA является дополнением к программе и в более поздних версиях Excel доступна полнофункциональная интегрированная среда разработки. Можно создать VBA-код, повторяющий действия пользователя и таким образом автоматизировать простые действия. VBA позволяет создавать формы для общения с пользователем. Язык поддерживает использование (но не создание) DLL от ActiveX; более поздние версии позволяют использовать элементы объектно-ориентированного программирования.
Функциональность VBA делала Excel лёгкой мишенью для макровирусов. И это было серьёзной проблемой до тех пор, пока антивирусные продукты не научились обнаруживать их. Фирма Microsoft, с опозданием приняв меры для уменьшения риска, добавила возможность выбора режима безопасности:
- не использовать макросы;
- при открытии документа спросить у пользователя, использовать ли макросы;
- использовать макросы, подписанные с использованием надёжных сертификатов.

Версии Excel от 5.0 до 9.0 содержат «пасхальные яйца». Начиная с версии 10 Microsoft начала принимать меры по их удалению.

## Версии

### Версии дляWindows
- 1988 год — Excel 2.0 для Windows
- 1990 год — Excel 3.0
- 1992 год — Excel 4.0
- 1993 год — Excel 5.0 (Office 4.2 и 4.3, также есть 32-битная версия только для Windows NT)
- 1995 год — Excel 7 для Windows 95 (включён в пакет Microsoft Office 95)
- 1997 год — Excel 97 (8) (включён в пакет Microsoft Office 97)
- 1999 год — Excel 2000 (9) — Microsoft Office 2000
- 2001 год — Excel 2002 (10) — Microsoft Office XP
- 2003 год — Excel 2003 (11) — Microsoft Office 2003
- 2007 год — Excel 2007 (12) — Microsoft Office 2007
- 2010 год — Excel 2010 (14) — Microsoft Office 2010
- 2013 год — Excel 2013 (15) — Microsoft Office 2013
- 2015 год — Excel 2016 (16) — Microsoft Office 2016
- 2018 год — Excel 2019 (17) — Microsoft Office 2019
- Замечание. Версия Excel 1.0 для windows не использовалась, чтобы избежать путаницы с версией Excel 1.0 для macintosh.
- Замечание. Версии Excel 6.0 не существует, так как версия для Windows 95 поставлялась с Word 7. Все программы Office 95 и Office 4.x использовали OLE 2.0 (автоматическую передачу данных между программами), и Excel 7 должен был показывать, что он соответствует Word 7.
- Замечание. Версия Excel 13.0 была пропущена по причине трискаидекафобии. Excel 2010 имеет внутреннюю версию 14.0.

### Версии дляMacintosh
- 1985 год — Excel 1.0
- 1988 год — Excel 1.5
- 1989 год — Excel 2.2
- 1990 год — Excel 3.0
- 1992 год — Excel 4.0
- 1993 год — Excel 5.0
- 1998 год — Excel 8.0 (Office '98)
- 2000 год — Excel 9.0 (Office 2001)
- 2001 год — Excel 10.0 (Office v. X)
- 2004 год — Excel 11.0 (Office 2004)
- 2008 год — Excel 12.0(Office 2008)
- 2011 год — Excel 14.0 (Office 2011)
- 2015 год — Excel 15.0 (Office 2016)

### Версии дляOS/2
- 1989 год — Excel 2.2
- 1990 год — Excel 2.3
- 1991 год — Excel 3.0

Документы, обрабатываемые в версиях Excel до 7.0, могут содержать до 16 384 (214) строк. Документы, обрабатываемые в версиях 8.0-11.0, могут содержать до 65 536 (216) строк и 256 (28) колонок. Документы, обрабатываемые в версиях 12.0 и 14.0, могут содержать до 1 048 576 (220) строк и 16 384 (214) колонок.

## Форматы файлов
В Microsoft Excel до 2003 версии включительно в качестве формата файлов по умолчанию использовался собственный бинарный формат файлов (BIFF). В Excel 2007 формат BIFF поддерживается, но по умолчанию стал использоваться формат Microsoft Office Open XML (OOXML). Большинство версий Excel могут читать файлы форматов CSV, DBF, SYLK, DIF и других.

### Office Open XML
Программа Microsoft Excel 2007 и другие программы из набора Microsoft Office 2007 стали поддерживать форматы файлов, описанные Microsoft в спецификации Office Open XML (OOXML).
| Формат                          | Расширение | Примечания |
| ------------------------------- | ---------- | --- |
| Рабочая книга Excel             | .xlsx      | Стандартный формат рабочих книг Excel 2007. Сжатый ZIP-архив каталога XML-документов. Является заменой бинарного формата .xls, хотя и не поддерживает макросы по соображениям безопасности.                         |
| Рабочая книга Excel с макросами | .xlsm      | Та же рабочая книга Excel, но с поддержкой макросов. |
| Бинарная рабочая книга Excel    | .xlsb      | Та же рабочая книга Excel с макросами, но в бинарном формате. Бинарные файлы открываются быстрее текстовых (XML). Могут использоваться для хранения документов, содержащих десятки тысяч строк и/или сотни колонок. |
| Шаблон Excel с макросами        | .xltm      | Шаблон, созданный как основа для рабочих книг. Включена поддержка макросов. Заменяет формат .xlt. |
| Надстройка Excel                | .xlam      | Надстройка Excel, направленная на добавление дополнительных функциональных возможностей и инструментов. |

### Экспорт и перемещение таблиц
Microsoft предоставляет API, позволяющий программам других фирм открывать таблицы Excel. Пользуясь ActiveX или такими плагинами, как Adobe Flash Player, можно открывать документы Excel на веб-страницах. Проект Apache POI представляет Java-библиотеки для чтения и записи таблиц Excel. Предпринимались попытки копировать таблицы Excel в веб-приложения с использованием CSV.

## Программирование
В Excel встроен редактор для правки кода на языке VBA. Управление электронной таблицей осуществляется посредством объектно-ориентированной модели кода и данных. Можно обработать данные и отобразить результат в таблицах и/или на диаграммах (графиках). Таблица становится интерфейсом кода, позволяя работать, изменять его и управлять расчётами.

## Парольная защита Microsoft Excel
Microsoft Excel позволяет задать следующие пароли:
- пароль для открытия документа[8];
- пароль для изменения документа[9];
- пароль для защиты листа;
- пароль для защиты книги;
- пароль для защиты общей книги[10];
- пароль для защиты кода VBA.

Все пароли, кроме пароля для открытия документа, можно удалить, вне зависимости от версии Microsoft Excel, в которой был создан документ. Паролей служат в первую очередь для коллективной работы над документом. При их использовании документ не шифруется, а в документе сохраняется хеш от установленного пароля. Хотя при использовании пароля для защиты книги документ шифруется на известном пароле «VelvetSweatshop», это не добавляет документу дополнительной защиты. Единственным типом пароля, который может помешать злоумышленнику получить доступ к документу, является «пароль для открытия», но криптостойкость такой защиты сильно зависит от версии Microsoft Excel, в которой был создан документ.
Microsoft Excel версий 95 и раних преобразуют «пароль для открытия» в ключ размером 16 бит. Такой ключ может быть взломан мгновенно. Microsoft Excel версий 97 и 2000 преобразуют пароль в ключ размером 40 бит. Такой ключ на современном оборудовании может быть взломан очень быстро. Программы для взлома паролей, перебирая сотни тысяч паролей в секунду, могут найти пароль — позволить расшифровать документ. Microsoft Excel версий 2003 и XP по умолчанию используют ту же защиту, какую используют Microsoft Excel версий 97 и 2000, в добавок предоставляют пользователю возможность выбора алгоритма шифрования из числа алгоритмов, доступных в системе (CryptoServiceProvider). Для пользователей, привыкшим доверять поведению программ по умолчанию, это означает отсутствие стойкой защиты их документов.
Microsoft Excel версии 2007 берёт пароль, вызывает хеш-функцию SHA1 50 000 раз — получает ключ размером 128 бит, использует алгоритм AES с полученным ключом для шифрования. Такая защита уменьшает скорость перебора паролей до сотен паролей в секунду. Microsoft Excel версии 2010 вызывает хеш-функцию SHA1 100 000 раз. Вывод: на данный момент стойкую защиту обеспечивают только программы версий 2007 и 2010, если выбрать стойкий «пароль для открытия».

## Критика
Выполняя расчёты, Excel использует числа с плавающей запятой. От этого статистическая точность Excel подвергается критике. Сторонники Excel заявляют, что входные данные, при обработке которых наблюдаются ошибки в расчётах, на практике встречаются редко, то есть, проблемы наблюдаются у малого количества пользователей. Для версий 97, 2000, 2002 зафиксированы ошибки при выполнении функции MOD (деление с остатком) при определённых аргументах, где функция вместо результата возвращает ошибку #NUM!.

### Проблемы с датой
В версиях Excel до 2016 включительно 1900 год ошибочно считался високосным. Ошибка возникла в Lotus 1-2-3, была намеренно внесена в Excel для совместимости и поддерживалась для обратной совместимости.

### Ошибки отображения Excel

Скриншот окна программы Microsoft Excel 2007, на котором видно, что программа вместо числа 65 535 по ошибке отображает число 100 000

22 сентября 2007 года было сообщено, что в определённых ситуациях Excel 2007 показывает неправильные результаты. В частности, для тех пар чисел, произведение которых равно 65 535 (например, 850 и 77.1), Excel отобразит 100 000. Это происходит примерно с 14.5 % таких пар. Если к результату добавить единицу, Excel выведет 100 001 — не правильный результат. Если из результата вычесть единицу, Excel выведет 65 534 — правильный результат. Если результат умножить на 2, Excel выведет 131 070 — не правильный результат. Если результат разделить на 2, Excel выведет 32 767.5 — правильный результат.
Microsoft сообщила в блоге Microsoft Excel, что проблема проявляется при отображении 12-и чисел с плавающей запятой: 6-и чисел между 65 534.999 999 999 95 и 65 535 и 6-и чисел между 65 535.999 999 999 95 и 65 536 (не включая границ). Если в результате расчёта получалось любое из 12-и упомянутых чисел, то результат расчёта отображался неправильно. Но данные, хранящиеся в ячейках и передающиеся в другие ячейки, оставались верными. Неверными были лишь отображаемые значения. Ошибка появилась в Excel 2007 и отсутствует в предыдущих версиях. 9 октября 2007 года Microsoft выпустила патч, исправляющий проблему. Он вошёл и в состав исправлений Service Pack 1.
Данная ошибка не наблюдается в Microsoft Excel 2016.